# Michel-Ange – Molitor
Michel-Ange - Molitor – stacja 9 i 10 linii  metra  w Paryżu. Stacja znajduje się w 16. dzielnicy Paryża.  Na linii 9 stacja została otwarta 8 listopada 1922 r, a na linii 10 - 27 lipca 1937.